# Melitaea eupompe
Melitaea eupompe är en fjärilsart som beskrevs av Arthur Francis Hemming 1933. Melitaea eupompe ingår i släktet Melitaea och familjen praktfjärilar. Inga underarter finns listade i Catalogue of Life.